# Ivan de Mobili
Ivan de Mobili OCist (tal. Givoanni de Mobili; ? – 1364.) bio je prelat Katoličke Crkve koji je služio kao biskup trebinjsko-mrkanski od 1349. do 1351. godine.

## Životopis
Podrijetlom je iz francuskog Lyona. Pripadao je cistecitskom redu. Većinom je boravio u Avignonu.
Za trebinjsko-mrkanskog biskupa imenovan je 20. lipnja 1345. godine.

### Knjige
- Perić, Ratko. 2020. Kronotaksa trebinjsko-mrkanskih biskupa s nekim prijepornim pitanjima.   Krešić, Milenko (ur.). Trebinjsko-mrkanska biskupija za vrijeme posljednjeg biskupa ordinarija Nikole Ferića (1792.-1819.) i nakon njega. Teološko-katehetski institut u Mostaru. Mostar. str. 9–33

### Članci
- Soldo, Ante. 1966. Takse »servitium commune« kod nas kroz XIV i polovicom XV st. Arhivski vjesnik. Hrvatski državni arhiv. Zagreb.  (9): 305–326

### Mrežna sjedišta
- Bishop Givoanni de Mobili, O. Cist. †. catholic-hierarchy.org (engleski). Pristupljeno 24. prosinca 2022.

| Titule u Katoličkoj Crkvi | Titule u Katoličkoj Crkvi          | Titule u Katoličkoj Crkvi  |
| ------------------------- | ---------------------------------- | -------------------------- |
| prethodnik Bonifacije     | Biskup trebinjsko-mrkanski 1345.–? | nasljednik Ivan de Rupella |